# 復興南路

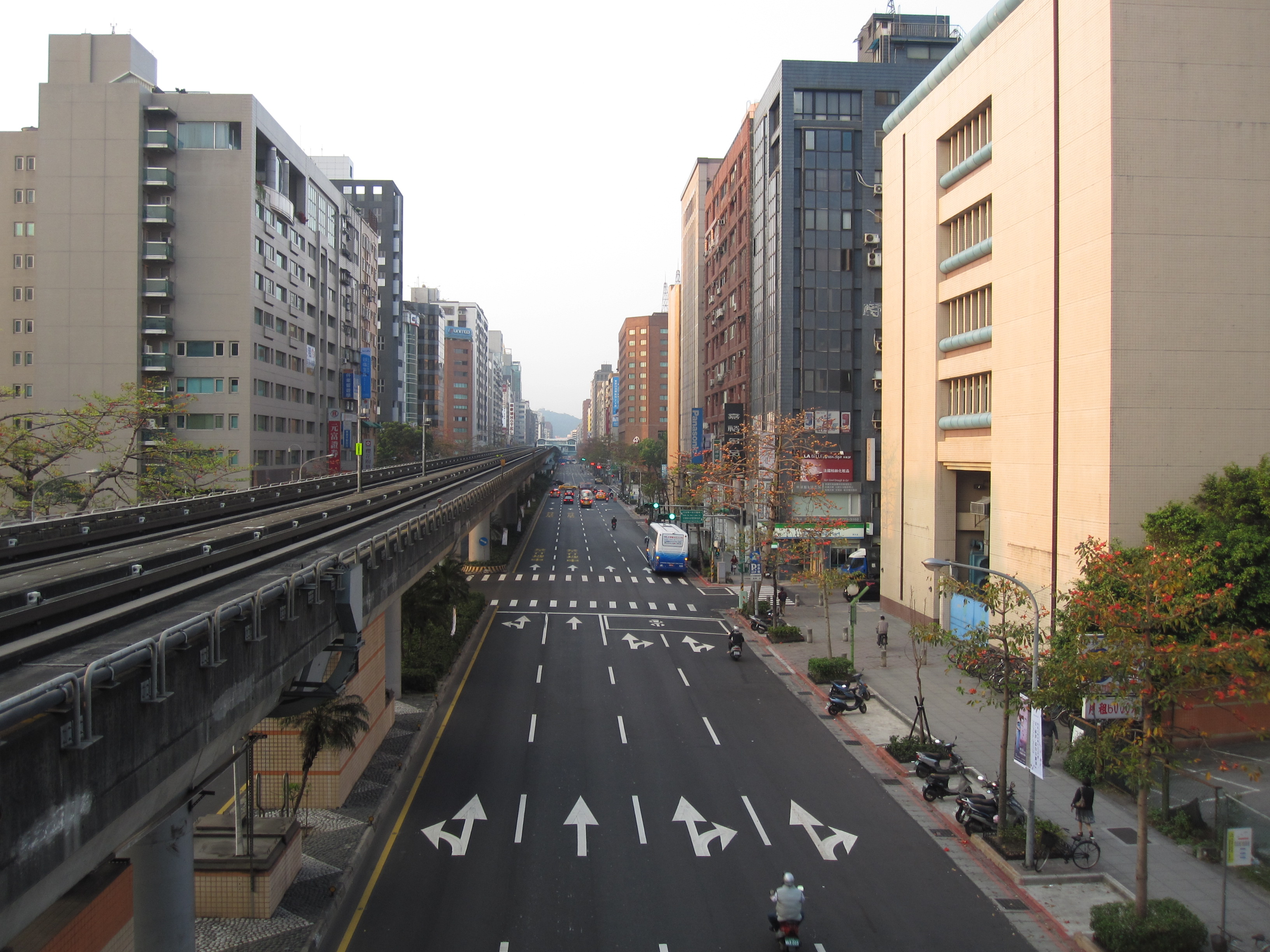
由忠孝復興站月台拍攝的一段復興南路（介於仁愛路口以及忠孝東路口之間）

復興南路為臺北市的一條道路，呈南北向，北於八德路二段接復興北路，南抵辛亥路，共分兩段，全線大部分位於大安區內，前面一小段則位於中山區和松山區，途經國立臺灣大學。台北捷運文湖線（忠孝復興站-科技大樓站段）即位於復興南路上方，並設置了3座車站。

## 歷史

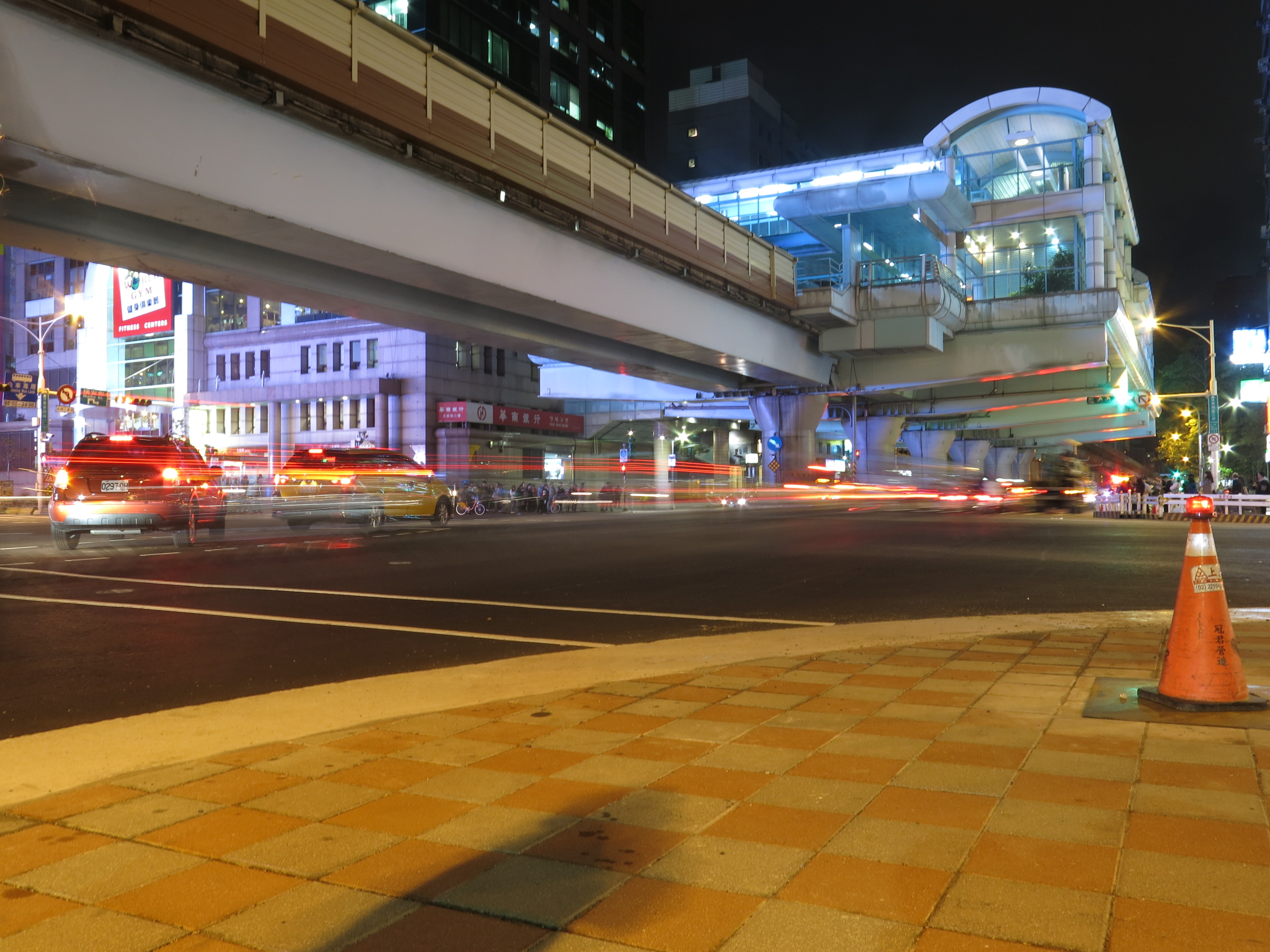
復興南路與信義路口

- 復興南路是戰後依1932年都市計劃闢建的道路，北起中正東路（今八德路），南至縱貫鐵路（今市民大道），不分段[1]。
- 1964年因市區向東擴張，開工向南延至仁愛路。當時路寬並不如今日，故與安東街平行。
- 1972年和平東路至辛亥隧道的路段完工通車，命名復興南路二段。
- 1973年6月1日開工闢建信義路至和平東路的路段，1974年4月30日完工，寬為四十公尺，復興南路二段向北延伸至信義路[2]。
- 1974年11月25日重編門牌，八德路至仁愛路的路段由原先的不分段改為『復興南路一段』
- 1975年1月20日道路整編，國立臺灣大學至辛亥隧道路段改名辛亥路三段。
- 1975年5月10日開工闢建忠孝東路至信義路的路段，利用原先的安東街路基以及復興南路一段路基合併拓寬為四十公尺，1975年12月27日完工。安東街南段則改名為瑞安街[3]。
- 1978年7月1日復興南路車行地下道通車，台北捷運木柵線（今文湖線）興建後規劃拆除，於市民大道興建時一併填平。

## 分段
復興南路共分兩段。
- 一段：北起八德路二段與復興北路相接，南至信義路三段與復興南路二段相接。
- 二段：北起信義路三段與復興南路一段相接，南止於辛亥路。

## 沿線設施
（由北到南）
- 一段
  - 微風廣場（39號）
  - 捷運忠孝復興站（忠孝東路口）
  - 臺北市公共自行車租賃系統捷運忠孝復興站

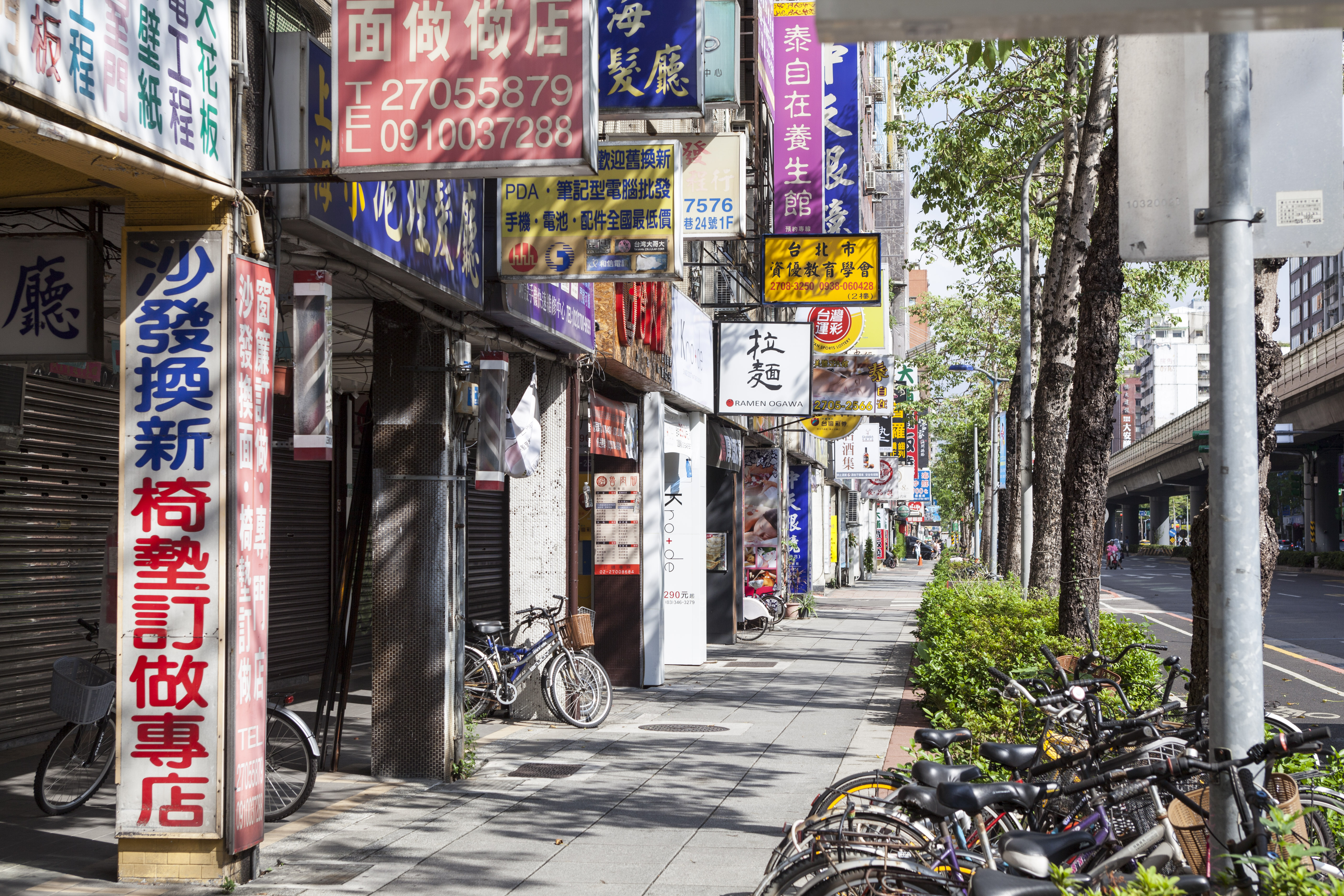
復興南路二段街景

  - 遠東SOGO百貨復興館（忠孝東路口，捷運忠孝復興站樓上，門牌為忠孝東路三段300號）
  - 臺北市政府警察局大安分局敦南派出所（219之1號）
  - 臺北福華大飯店（仁愛路口，門牌為仁愛路三段160號）
  - 黃杰故居（297號）
  - 中華民國消費者文教基金會（390號）

- 二段
  - 捷運大安站（信義路口）
  - 臺北市公共自行車租賃系統捷運大安站（信義路口）
  - 臺北市立大安高級工業職業學校（52號）
  - 臺北市立大安高級工業職業學校地下停車場（52號）
  - 臺北市政府消防局第二大隊大安中隊復興分隊（92號）
  - 大安清水宮（111巷20號）
  - 私立開平餐飲學校(148巷24號)
  - 捷運科技大樓站（235號）
  - 臺北市公共自行車租賃系統捷運科技大樓站（235號）
  - 科技大樓（近和平東路口）
  - 國立臺北教育大學（近和平東路口）
  - 國立臺灣大學辛亥門崗哨（路底）

## 道路設計

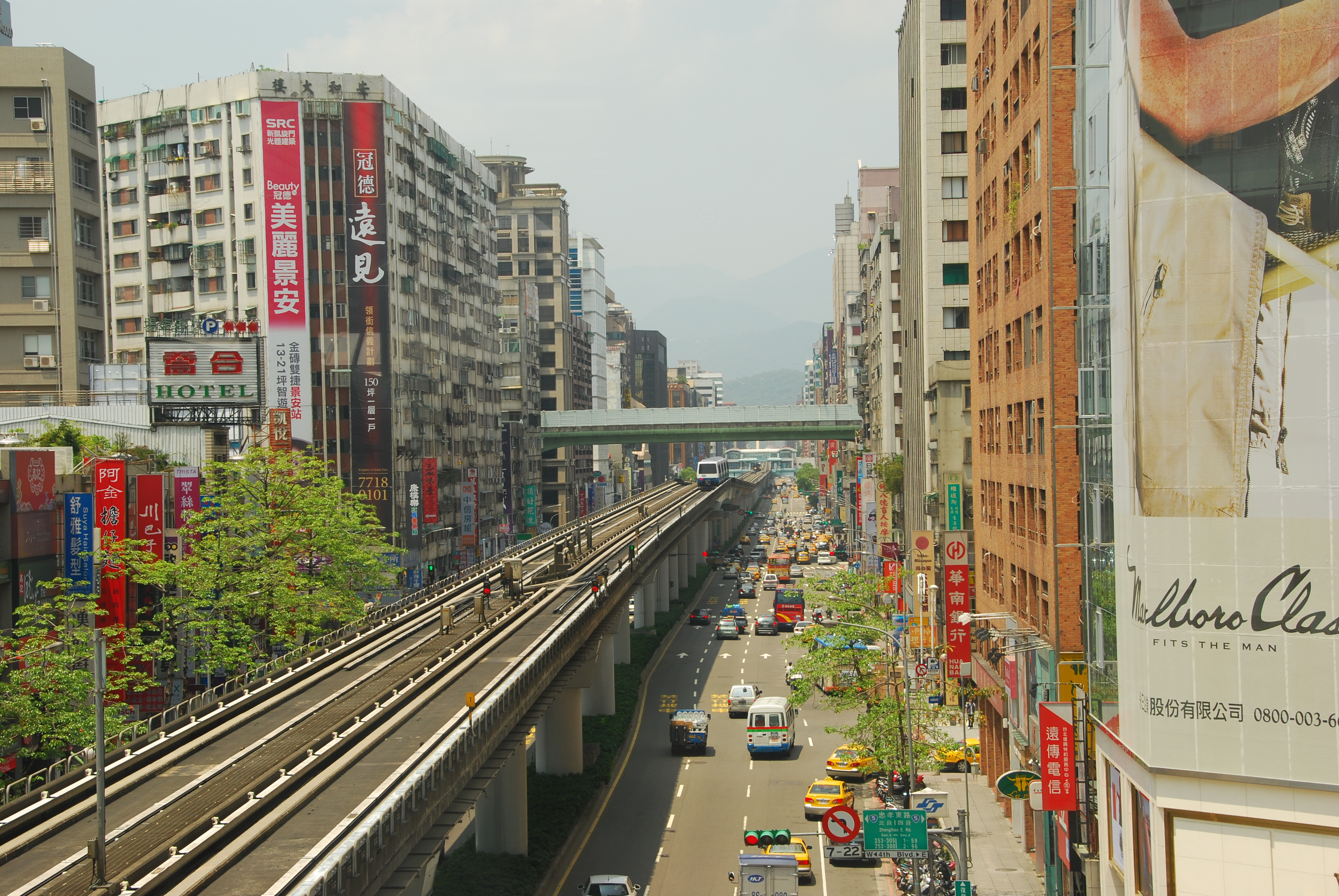
復興南路一景

### 車道數
- 八德路-忠孝東路段為雙向各四車道。
- 忠孝東路-仁愛路段為北往南四車道，南往北三車道。
- 仁愛路-辛亥路段為雙向各三車道。

### 門牌號碼
- 一段
  - 單號1~323
  - 雙號2~390
- 二段
  - 單號1~401
  - 雙號2~368